# Wikipedia en minangkabau
La Wikipedia en minangkabau (Wikipedia Bahaso Minang), a menudo abreviada como min.wikipedia o min.wiki, es la edición en minangkabau de Wikipedia.

## Historia
Se inauguró el 7 de febrero de 2013.

## Estadísticas
La Wikipedia en minangkabau tiene 228 300 entradas, 472 739 páginas, 20 818 usuarios registrados de los cuales 67 son activos, 5 administradores y una profundidad de 3.1848 (en septiembre de 2022).
Es la Wikipedia nº44 por el número de entradas pero, en términos de "profundidad", es la 69.ª (penúltima) entre las que tienen más de 100.000 entradas (según el 29 de septiembre de 2021).

## Cronología
- 7 de febrero de 2013 - se inaugura Wikipedia en minangkabau
- 24 de marzo de 2013 - supera las 1000 entradas
- 3 de septiembre de 2013 - supera las 10.000 entradas
- 5 de septiembre de 2013: supera las 50 000 entradas y es la 67.ª Wikipedia por número de entradas
- 7 de septiembre de 2013: supera las 100 000 entradas y es la 47.ª Wikipedia por número de entradas
- 9 de septiembre de 2013: supera las 150 000 entradas y es la 38.ª Wikipedia por número de entradas
- 10 de septiembre de 2013: supera las 200 000 entradas y es la 31.ª Wikipedia por número de entradas